# Hubert i Ignacije Diviš

Hubert i Ignacije Diviš - braća, češki katolički svećenici, iz redovničke zajednice pijarista, koji su na poziv vojne uprave došli u Bjelovar 1761. godine. Utemeljili su školstvo u Bjelovaru i unaprijedili kulturni i vjernički život grada. 
Na poziv vojne uprave, došli su iz Marče kod Kloštar Ivanića u Bjelovar 16. listopada 1761. godine. Već 5. studenog 1761. godine, pijaristi Ignacije i Hubert Diviš otvorili su prvu školu u Bjelovaru. U početku je bilo samo 5 učenika, a nastava se održavala na njemačkom jeziku. Pijaristi su red redovnika Katoličke Crkve koji je 1617. osnovao španjolski svećenik sv. Josip Kalasancije. Riječ je o najstarijoj redovničkoj zajednici posvećenoj obrazovanju, a glavno zanimanje otaca pijarista je poučavanje djece i mladeži, a primarni cilj je besplatno školovanje siromašne djece.
Hubert Diviš, školski nadzornik u Varaždinskom generalatu, utemeljio je 1762. i prvu vojnu glazbu u Bjelovaru. Kao redovnici koji se bave školstvom, otvorili su školu za djecu vojnih časnika, a od 1763. njihovu školu pohađala su i građanska djeca. Uz školstvo i službu kapelnika vojne glazbe, započeli su od 1761. i vjersku djelatnost u kapelici u Bjelovaru, koja je pripadala župi sv. Marije Magdalene u Kapeli. Imali su privremeni smještaj za svoju školu i stanovanje.
Gradnja crkve sv. Terezije Avilske u Bjelovaru započela je 1765. godine, a nakon izgradnje crkve osnovana je nova župa u Bjelovaru, koju je vodio Hubert Diviš od 1772. godine. Od 1772. do 1774. godine, s obje strane crkve sagrađene su prostorije škole i kolegija, koje su vodili pijaristi do 1789. godine, kada ih je ukinuo car Josip II. Nakon njihova odlaska, u Bjelovaru nije bilo redovnika od 1789. godine do 1935. godine, kada su došli prvi franjevci u Bjelovar.
Po njima je nazvana Ulica braće Diviš u Bjelovaru. Hubert Diviš pokopan je unutar kapele sv. Križa u Bjelovaru na groblju sv. Andrije.